# Richard Anschütz
Pour les articles homonymes, voir Anschütz.

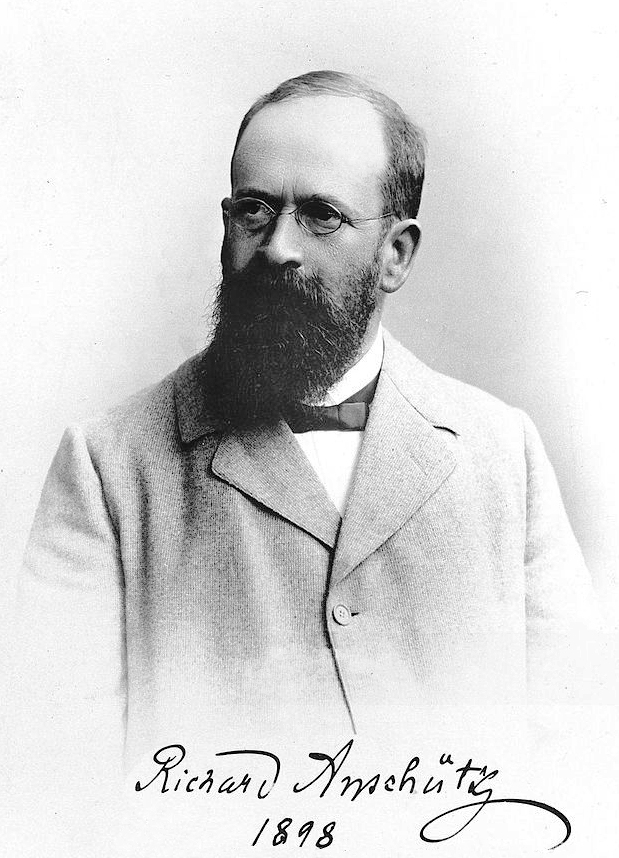
Richard Anschütz en 1898

Richard Anschütz (né le 10 mars 1852 à Darmstadt ; mort le 8 janvier 1937 à Darmstadt) est un chimiste allemand.

## Biographie
Au cours de ses recherches pour expliquer les structures des liaisons organiques, Richard Anschütz introduit l'utilisation systématique de méthode physiques. En 1883, il réussit la synthèse de l'anthracène en présence de chlorure d'aluminium anhydre. Ainsi il déclenche de très nombreuses recherches dans le domaine qui plus tard devient le domaine des réactions de Friedel et Craft. 
Il développe également de nombreux instruments de laboratoire dont certains sont encore employés de nos jours.

## Publications
- August Kekulé, Band 1, Leben und Wirken; Verlag Chemie, Berlin 1929. August Kékulé, sa vie, son œuvre.
- August Kekulé, Band 2, Abhandlungen, Berichte, Kritiken, Artikel, Reden; Verlag Chemie, Berlin 1929
- Die Bedeutung der Chemie für den Weltkrieg; Cohen, Bonn 1915. La signification de la chimie pour la guerre mondiale.